# Wojciech Biederman
Wojciech Biederman (ur. 10 lipca 1942 w Chodorowie, zm. 4 września 1964 w Tatrach na Galerii Gankowej) – polski taternik i speleolog, student Politechniki Wrocławskiej.

## Życiorys
Ukończył liceum ogólnokształcące w Krośnie. Przez rok pracował w Przemysłowym Instytucie Elektroniki we Wrocławiu i rozpoczął studia na Wydziale Mechanicznym Politechniki Wrocławskiej. Mimo długotrwałej choroby nóg w dzieciństwie rozpoczął treningi wspinaczkowe po górskiej śmierci starszego brata Jerzego w 1959.
Od 1960 w skałkach Gór Sokolich w Sudetach dokonał szeregu pierwszych wejść wspinaczkowych. W lecie 1962 przeszedł środek ściany Kazalnicy Mięguszowieckiej. Zimą 1963 przeszedł diretissimę północnej ściany Mięguszowieckiego Szczytu oraz lewej części wschodniej ściany Mnicha, a w lecie pokonał wszystkie drogi Zamarłej Turni. Przeszedł nową, ekstremalną drogę na wschodniej ścianie Młynarczyka. Brał udział w eksploracji Jaskini Czarnej w Tatrach Zachodnich. Zginął wskutek odpadnięcia na drodze Orłowskiego na ścianie Galerii Gankowej. Został pochowany na cmentarzu parafialnym w Korczynie koło Krosna.
Był członkiem wrocławskiego Klubu Wysokogórskiego. Był także członkiem wrocławskiej Sekcji Grotołazów.
Był synem Juliusza (1903–1990) i Marii z domu Szajner (1908–1985). Jego brat Jerzy (1933–1959), taternik i alpinista, zginął w Tatrach przysypany lawiną.